# ハリウッド・エリア
- ユニバーサル・パークス&リゾーツ > ハリウッド・エリア
  - ユニバーサル・オーランド・リゾート > ユニバーサル・スタジオ・フロリダ > ハリウッド・エリア
  - ユニバーサル・スタジオ・ジャパン > ハリウッド・エリア
  - ユニバーサル・スタジオ・シンガポール > ハリウッド・エリア

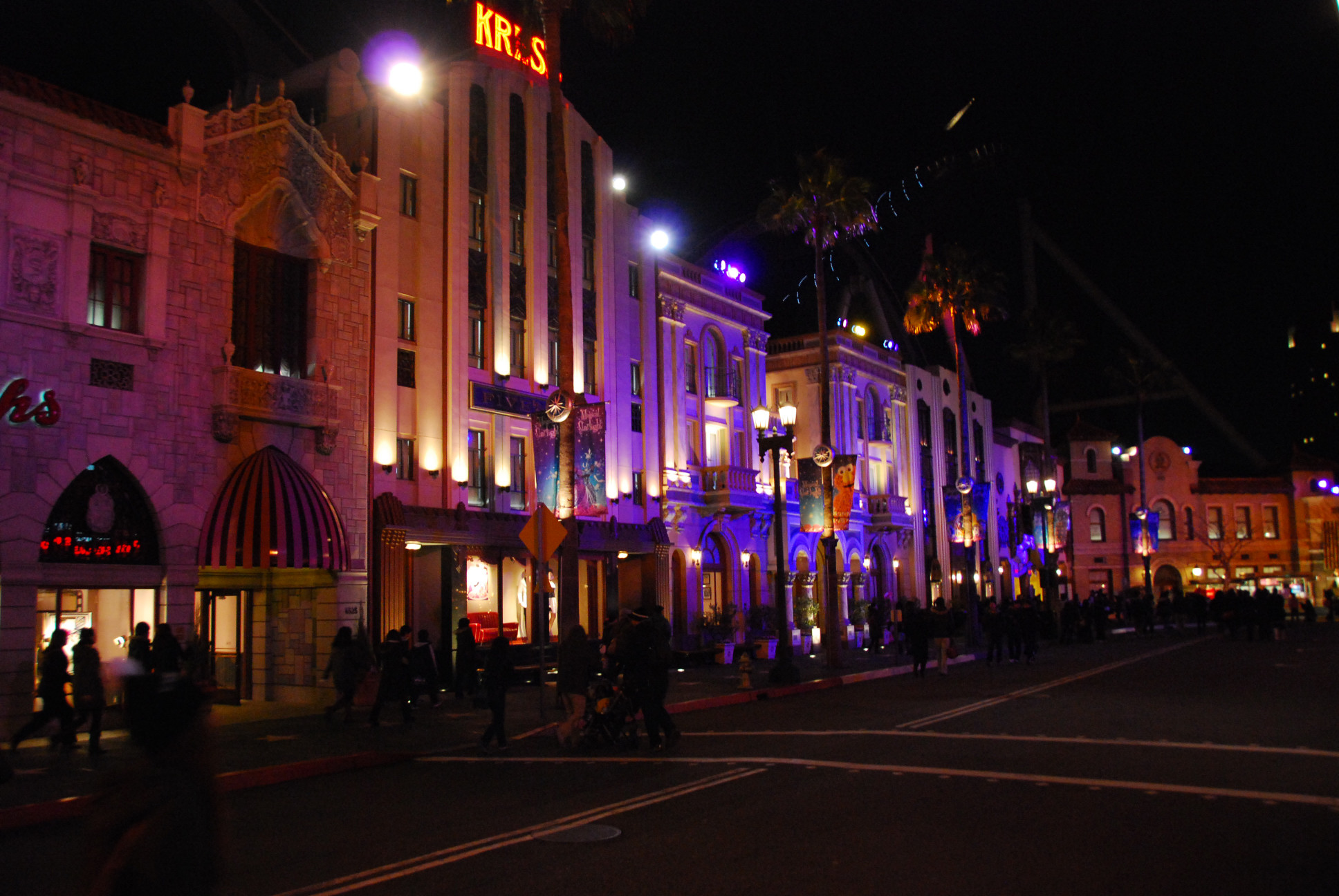
ハリウッド大通り

ハリウッド・エリア（Hollywood）とは、世界のユニバーサル・スタジオ・テーマパークにあるエリアの一つである。

## 存在するパーク
- ユニバーサル・スタジオ・フロリダ（ユニバーサル・オーランド・リゾート）
- ユニバーサル・スタジオ・ジャパン
- ユニバーサル・スタジオ・シンガポール
- ユニバーサル・スタジオ・北京

## 概要
パークのエントランス(入場ゲート)を入ってすぐのエリア。アトラクションやショップが最も集中する。エリア内には映画『プリティ・ウーマン』などの撮影セットを再現した建物が建ち並び、1930〜1940年代のスターたちが行き交った華やかなハリウッド大通りの街並みを再現している。

## 施設

### ユニバーサル・スタジオ・フロリダ
2023年以降、「プロダクション・セントラル」と「ウッディー・ウッドペッカーズ・キッズゾーン」して扱われていた土地を吸収・拡大した。
アトラクション
- The Bourne Stuntacular（ザ・ボーン・スタンタキュラー）
- Universal Orlando's Horror Make-Up Show（ユニバーサル・オーランド・ホラー・メイキャップ・ショー）
- Animal Actors On Location（アニマル・アクターズ・オン・ロケーション）
- E.T. Adventure（E.T. アドベンチャー） - 2024年8月9日現在、世界中のユニバーサル・スタジオで唯一存在している。

レストラン
- TODAY Cafe
- Schwab's Pharmacy
- Mel's Drive In
- Cafe La Bamba

ショップ
- It's a Wrap
- Studio Sweets
- Universal Studios Store
- Betty Boop Store
- Hello Kitty Store
- E.T.'s Toy Closet
- SpongeBob StorePants

#### クローズした施設
- Lucy: A Tribute（ルーシー:ア・トリビュート）
- AT&T at the Movies（AT&Tアット・ザ・ムービーズ）
- How to Make a Mega Movie Deal（ハウ・トゥ・メイク・メガ・ムービー・ディアル）
- T2-3D Battle Across time（ターミネーター 2:3-Dバトル・アクロス・タイム）

### ユニバーサル・スタジオ・ジャパン
アトラクション
- シング・オン・ツアー
- ユニバーサル・スペクタクル・ナイトパレード ～ ベスト・オブ・ハリウッド ～
- プレイング・ウィズ・おさるのジョージ
- ハリウッド・ドリーム・ザ・ライド / ハリウッド・ドリーム・ザ・ライド〜バックドロップ〜
- スペース・ファンタジー・ザ・ライド
- ユニバーサル・モンスター・ライブ・ロックンロール・ショー
- セサミストリート4-Dムービーマジック
- シュレック4-Dアドベンチャー

レストラン
- ビバリーヒルズ・ブランジェリー
- マリオ・カフェ&ストア
- メルズ・ドライブイン
- スタジオ・スターズ・レストラン

ショップ
- ユニバーサル・スタジオ・セレクト
- スタジオギフト・イースト
- スタジオギフト・ウエスト
- バックロット・アクセサリー
- ユニバーサル・スタジオ・ストア
- ビバリーヒルズ・ギフト
- ロデオドライブ・スーベニア
- カリフォルニア・コンフェクショナリー
- イッツ・ソー・フラッフィ！
- スタジオスタイル
- マリオカフェアンドストア
- ハローキティ・デザインスタジオ
- シネマ 4-D ストア
- スペース・ファンタジー・ステーション
- イルミネーション・シアター・ストア

エンターテインメント
- ミニオン・スーパー・グリーティング
- パワー・オブ・ポップ ～リミックス～

サービス施設
- ゲストサービス
- ファーストエイド（救護室）
- ファミリーサービス
- 迷子センター
- 現金自動引き出し機（ATM）
- コインロッカー
- スタジオ・インフォメーション
- メールサービス
- レンタル・カウンター（ベビーカー、車イスのレンタル）

#### クローズした施設
アトラクション
- STAGE22（パークオープン - 2002年8月31日クローズ）
- ユニバーサル・スタジオ・モーション・ピクチャーマジック（パークオープン - 2002年11月4日クローズ）
- テレビ・プロダクション・ツアー（パークオープン - 2004年8月31日クローズ）
- モンスター・メーキャップ（パークオープン - 2004年8月31日クローズ）
- E.T. アドベンチャー（パークオープン - 2009年5月10日）
- E.T. アドベンチャーザ・レジェンド（2009年7月18日 - 2010年2月28日）
- アニメ・セレブレーション（パークオープン - 2016年6月1日）

レストラン
- シュワブス（パークオープン - 2005年7月6日）
- ピンク・カフェ（2005年7月13日 - 2020年1月13日）- 上記の「シュワブス」がクローズした後、外観を一部変更してオープン。

ショップ
- シネマギャラリー
- ハリウッド・バックロット・ブティック
- スタジオスタイル・イン・ピンク
- ブラウンダービー
- ハローキティ・セレブリティ・スタイル
- モッピーのラッキースポット[2]
- Smoo・chu[3]
- キャラクターズ・フォー・ユー
- ピーナッツ・コーナーストア

その他
- STAGE14（パークオープン - 2019年4月17日）
- ステージ22（パークオープン - 2018年11月30日）

エンターテインメント
- ハリウッド・マジック（パークオープン - 2005年10月23日）
- ハリウッド・プレミア・パレード[4]（2004年4月27日 - 8月31日）
- ハッピー・ハーモニー・セレブレーション[5]（2005年４日14 - 8月23日）
- ファンタスティック・ワールド[6]（2008年3月18日 - 12月26日）
- マジカル・スターライト・パレード[7]（2009年3月5日 - 2016年6月26日）

### ユニバーサル・スタジオ・シンガポール
1970年代のハリウッドをテーマにしたエリア。他のユニバーサル・スタジオ・テーマパークにあるものとイメージは同様であるが、面積は他よりも狭くなっている。

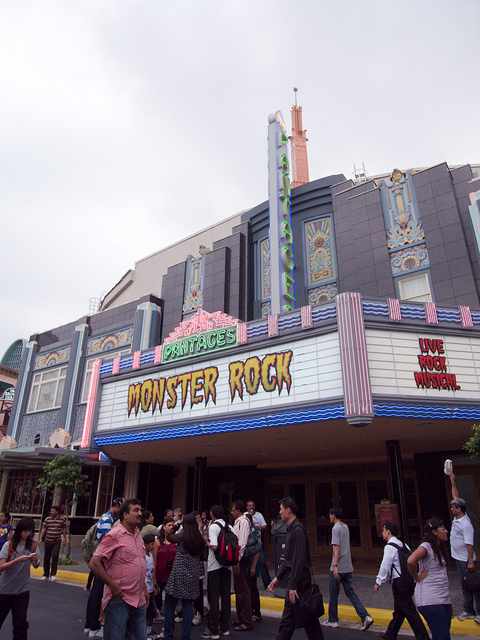
パンテージ・ハリウッド・シアター

アトラクション
- パンテージ・ハリウッド・シアター
1500人を収容できるブロードウェイスタイルの劇場。上演されたショーは以下の通り。
  - モンスターロック！
  - セサミストリート・ショー ウェン・アイ・グロウアップ（2017年まで）

レストラン
- メルズ・ドライブイン
- ハリウッド・チャイナ・ビストロ
- スターバックス

ショップ
- ユニバーサル・スタジオ・ストア
- シルバー・スクリーン
- ミニオン・マート
- ハローキティ・スタジオ
2018年にオープンした、ハローキティのグッズショップ。
- ザ・ダーク・ルーム
- ハリウッド・チャイナ・アーケード
パーク唯一のゲームセンター。
- ザ・ブラウン・ダービー ア・セサミストリート・ショップ
- ザッツ・ア・ラップ

### ユニバーサル・スタジオ・北京
アトラクション
- Untrainable
- Lights Camera Action!

レストラン
- Popcorn
- Peet's Coffee
- Beverly Hills Boulangerie
- Mel’s Drive-in
- Sunset Grill

ショップ
- The Darkroom
- Universal Studios Store

エンターテイメント
- Hollywood Meet and Greet
- Violin Trio
- Jump, Dance, Surprise!